# Badvillain
Badvillain ( 배드빌런 (romanización revisada, Baedeubilleon)  ; estilizado en mayúsculas ) es un grupo de chicas surcoreano formado por BPM Entertainment . El grupo consta de siete miembros: Emma, Chloe Young, Hu'e, Ina, Yunseo, Vin y Kelly. Hicieron su debut el 3 de junio de 2024, con su primer sencillo Overstep .

## Historia

### 2021–2024: Predebut y formación del grupo
Algunas miembros habían estado involucrados previamente en la industria del entretenimiento antes de unirse al grupo. Hu'e y Yunseo fueron parte del programa de supervivencia de MBC My Teenage Girl .  Emma era conocida por participar en Street Woman Fighter .  Chloe Young fue miembro del famoso grupo de baile 1Millionko . 

### 2024: Debut conOverstep
En abril de 2024, BPM Entertainment reveló que lanzarían su primer grupo de chicas compuesto por las propias aprendices de la empresa, ya habiendo debutado Viviz dos años antes con miembros de Gfriend .  En mayo, comenzaron a compartir avances, y se esperaba que el grupo debute en la primera mitad de 2024.  Se lanzaron dos videos de baile para las canciones "Hurricane" y "+82", que revelaron la alineación de siete miembros pero aún no confirmaban sus nombres.  
El 3 de junio, el grupo hizo su debut con el lanzamiento del sencillo Overstep, con el sencillo principal "Badvillain", el previamente anunciado "+82" y otra canción aun no lanzada "Baditude".  El video musical del sencillo principal superó los 10 millones de visitas 17 horas después de su lanzamiento, convirtiéndose en el debut de un grupo femenino de 2024 más rápido en alcanzar esta cima. "Badvillain" es una canción de baile de hip-hop de bajo . Líricamente, transmite el mensaje de avanzar hacia una meta que refleja los deseos personales más que las opiniones de otras personas.  En una reseña para IZM, Kim Tae-hoon elogió el rap en la primera mitad de la canción, pero dijo que "a medida que se acerca a la segunda mitad, pierde su equilibrio debido a variaciones que bordean el exceso". Kim comentó que muestra el estilo de Badvillain pero no logra destacarse de otros lanzamientos de girl crush.  BPM confirmó más tarde que "Hurricane" se lanzaría comercialmente, primero en plataformas coreanas el 24 de junio y luego en plataformas globales el 26 de junio. "Hurricane" es una canción de trap hip-hop que incorpora sintetizadores y bajos potentes. 
- Emma ( 엠마 () )
- Chloe Young ( 클로이영 () )
- Hu'e ( 휴이 () )
- Ina ( 이나 () )
- Yunseo ( 윤서 () )
- Vin ( 빈 () )
- Kelly ( 켈리 () )

## Discografía

### Álbumes
| Título    | Detalles                                                                                      | Posiciones máximas en el gráfico | Ventas       |
| Título    | Detalles                                                                                      | COR                              | Ventas       |
| --------- | --------------------------------------------------------------------------------------------- | -------------------------------- | ------------ |
| Traspasar | - Lanzamiento: 3 de junio de 2024 - Etiqueta: BPM - Formatos: CD, descarga digital, streaming | 38                               | - KOR: 5.367 |

### Sencillos
| Título       | Año  | Posiciones máximas en el gráfico | Álbum     |
| Título       | Año  | COR Abajo.                       | Álbum     |
| ------------ | ---- | -------------------------------- | --------- |
| "Badvillain" | 2024 | 41                               | Traspasar |
| "Hurricane"  | 2024 | rowspan="2"                      |           |
| "Zoom"       | 2024 | —                                |           |

### Otras canciones en las listas
| Título                              | Año  | Posiciones máximas en el gráfico | Álbum    |
| Título                              | Año  | COR Abajo.                       | Álbum    |
| ----------------------------------- | ---- | -------------------------------- | -------- |
| "Yah-Ho (Mala actitud)" ( 야호 () ) | 2024 | 160                              | Overstep |
| "+82"                               | 2024 | 157                              | Overstep |

## Videografía

### Vídeos musicales
| Título            | Año | Director(es) | Ref. |
| ----------------- | --- | ------------ | ---- |
| "Badvillain"      | 2024\| rowspan="3" rowspan="" style="background-color:none;color:black; text-align:center; vertical-align:middle;" \| | [ 11 ]       |      |
| "야호(BADTITUDE)" | 2024\| rowspan="3" rowspan="" style="background-color:none;color:black; text-align:center; vertical-align:middle;" \| | [ 12 ]       |      |
| "Zoom"            | 2024\| rowspan="3" rowspan="" style="background-color:none;color:black; text-align:center; vertical-align:middle;" \| | [ 13 ]       |      |

### Otros vídeos
| Título                           | Año  | Director(es) | Ref.   |
| -------------------------------- | ---- | ------------ | ------ |
| Performance Video de "Hurricane" | 2024 | Unveil       | [ 14 ] |
| Performance Video de "+82"       | 2024 | Unveil       | [ 15 ] |